# Sexual Healing (film, 1993)
Pour les articles homonymes, voir Sexual Healing.
Pour plus de détails, voir Fiche technique et Distribution.
Sexual Healing (trad : guérison sexuelle) est un film dramatique-érotique américain, réalisé par Howard Cushnir en 1993.

## Fiche technique
- Réalisateur et scénariste : Howard Cushnir
- Premier assistant réalisateur : Phil Dupont
- Second assistant réalisateur : Bill Porter
- Producteur : Howard Cushnir et Kostas Iannios
- Coproducteur : Erica Lowe
- Assistant producteur : Dwayne Platz
- Musique : Leonard Marcel
- Images : John Newby
- Décors : Michael Lindsay
- Costumes : Victoria J. Auth
- Son : Giovanni Di Simone
- Pays :  États-Unis
- Langue : anglais
- Sortie : 18 juillet 1993

## Distribution
- Anthony Edwards : David
- Helen Hunt : Rene
- Jason Alexander : Frank
- Maggie Wheeler : Suzanne
- Sharon Schaffer : Holly
- Mare Winningham : Marta
- Lena Adrianna : Baby Amanda

## Nominations
- CableACE Awards : 1994
  - Meilleur acteur : Anthony Edwards
  - Dramatic or Theatrical Special : Howard Cushnir et Kostas Iannios